# 8317 Eurysaces
8317 Eurysaces (4523 P-L) là một Trojan của Sao Mộc được phát hiện ngày 24 tháng 9 năm 1960 bởi Cornelis Johannes van Houten, Ingrid van Houten-Groeneveld và Tom Gehrels ở Đài thiên văn Palomar.